# Bogojevo

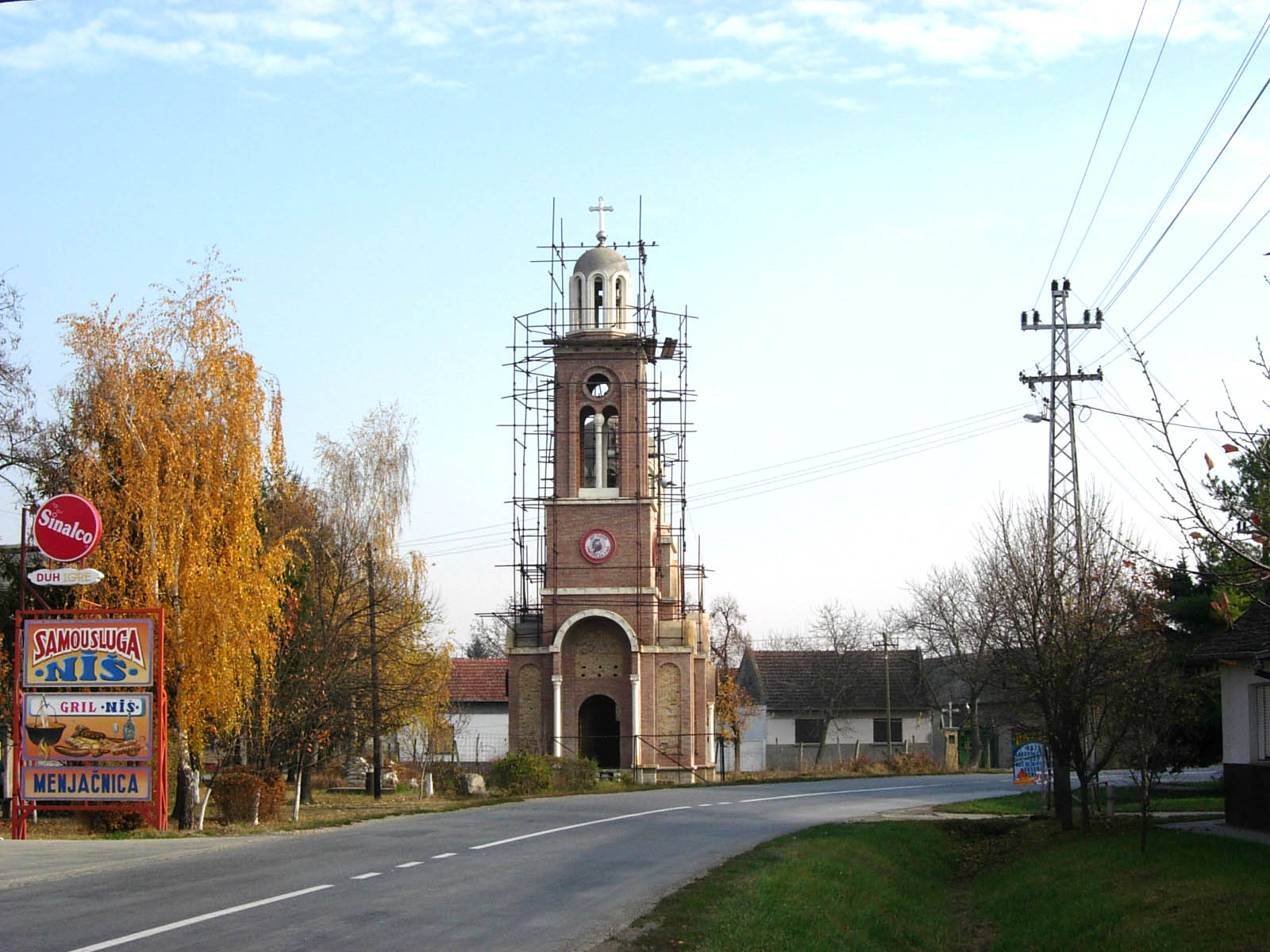
Rozestavěný pravoslavný kostel

Bogojevo (v srbské cyrilici Богојево, maďarsky Gombos) je sídlo v srbské Vojvodině, nacházející se na břehu řeky Dunaje, u hranice s Chorvatskem. Spolu s chorvatským městem Erdut je spojen mostem přes Dunaj. Žije zde 2 120 obyvatel a více než polovina obyvatel je maďarské národnosti.
Bogojevo se nachází 15 km jižně od Apatinu a administrativně spadá pod Opštinu Odžaci.

## Zajímavost
Ve městě byly nalezeny pozůstatky Badenské kultury, šlo o hroby a keramiku (poháry a pohřební urny).

## Obyvatelstvo
- 1961: 3037
- 1971: 2874
- 1981: 2557
- 1991: 2301

### Etnické skupiny
sčítání z roku 2002
- Maďaři = 1 154 (54,43 %)
- Romové = 374 (17,64 %)
- Srbové = 287 (13,54 %)
- Rumuni = 163 (7,69 %)
- ostatní.